# Doppelter Einsatz
Doppelter Einsatz ist eine deutsche Krimiserie um ein Kommissarinnen-Team. Die Serie spielt in Hamburg und wurde von RTL ausgestrahlt.

## Produktion
Doppelter Einsatz war eine der ersten deutschen Krimiserien, in der zwei weibliche Kommissare die Hauptrollen spielten. Produziert wurde die Serie im Auftrag von RTL von Studio Hamburg. Producerin Renate Kampmann beauftragte die Autoren Michael Arnal und Xao Seffcheque mit der Konzeption der Serie; sie schrieben auch die Drehbücher der ersten vier Filme. Arbeitstitel war seinerzeit noch „Blut und Feuer“ – der Wahlspruch der Heilsarmee. Denn ursprünglich sollte es eine Serie um die Heilsarmee werden, in der zufälligerweise zwei Kommissarinnen als Nebenfiguren auftauchten. Die ersten drei Staffeln bestanden aus jeweils 45 Minuten langen Folgen. 1994 als bei der RTL-Soap Gute Zeiten, schlechte Zeiten die Rolle der Tina Zimmermann entführt worden ist, ermittelten Sabrina und Vicky – Sabrina bekam eine größere Nebenrolle und ermittelte auch 1995 bei GZSZ in der Bombenlegerstory. Ab der 4. Staffel gab es nur noch zwischen drei und sieben Folgen, die auf Spielfilmlänge (90 Minuten) ausgedehnt wurden. Die erste Folge wurde am 20. September 1994 ausgestrahlt. Für kurze Zeit gab es auch zwei Ableger namens Doppelter Einsatz Berlin und Doppelter Einsatz München, welche allerdings weniger erfolgreich waren und bald wieder eingestellt wurden.
Am 8. August 2007 gab RTL bekannt, keine neuen Folgen der Krimiserie zu drehen. Damit wurde die Serie nach 13 Jahren eingestellt. Die Begründung von RTL war, dass die Serie nicht mehr an die Quoten herankam, die sie vorher hatte.
Die letzte Staffel wurde nicht wie üblich zum Jahresbeginn um 20:15 Uhr ausgestrahlt, sondern im Juli nach der Hauptsendezeit um 22:15 Uhr. Eine andere Begründung besagte, dass die Schauspielerin Despina Pajanou die Rolle der Sabrina Nikolaidou nicht mehr weiter verkörpern wollte. Über weitere Begründungen wurde weniger bekannt gegeben, und RTL stellte den Rückgang der Quoten in den Vordergrund.
Seit Ende 2007 strahlte der Ablegersender RTL Crime die Serie von Beginn an aus.
Seit Juni 2016 wird die Serie beim Ablegersender RTLplus, immer Dienstag 20.15 Uhr, ausgestrahlt.

### Drehorte
Bei Doppelter Einsatz wurde auf Authentizität gesetzt. So werden viele Szenen an Originalschauplätzen wie beispielsweise dem Hamburger Kiez gedreht. Die Dienststelle der beiden Hauptdarstellerinnen, das Kriminalkommissariat 15 (KK 15), fusionierte 2005 mit dem Polizeirevier 15, der berühmten Davidwache auf St. Pauli. Beide Dienststellen bilden unter dem Dach der Davidwache das heutige Polizeikommissariat 15.

## Figuren

### Sabrina Nikolaidou
Despina Pajanou ist die Schauspielerin, die seit der ersten Folge die Kriminalkommissarin (später Kriminaloberkommissarin) Sabrina Nikolaidou spielt. Ihre Partnerinnen wechselten im Laufe der Jahre mehrere Male. Ihre Figur ist immer ein wenig aufmüpfig und ordnet sich nur ungern Regeln unter, was oft zu Konflikten mit ihren Kollegen und Vorgesetzten führt. Allerdings kann man in Problemsituationen auch gänzlich auf ihre Unterstützung zählen. Wenn sie sich etwas in den Kopf gesetzt hat, dann wird sie es auch tun. Es kann sie oft niemand daran hindern, auch nicht ihre Kollegen.
Sabrina lebt alleine, hatte aber schon einige Beziehungen. Sie wird sogar schwanger, verliert das Kind aber bei einem Unfall. Nachdem durch von ihr erteilte Anweisungen eine junge Polizistin getötet wird, lässt sie sich auf ein kurzes Tête-à-Tête mit einer Zeugin ein, muss aber später in der Folge feststellen, dass diese nicht ganz so unschuldig ist, wie es den Anschein hat.

### Victoria „Vicky“ Siebert
Eva Scheurer spielte in den Jahren 1994/1995 (Staffel 1/2) die Kommissarin Victoria „Vicky“ Siebert. Sie kam während eines Einsatzes gegen Sprengstoffschmuggler ums Leben, als in einem Auto, hinter dem sie sich versteckte, Sprengstoff explodierte. Ironischerweise geschah dies bei einem Undercover-Einsatz von Sabrinas späterer neuen Kollegin Eva Lorenz. Sie war mit Stefan Löffler verlobt.

### Eva Lorenz
Sylvia Haider verkörperte in den Jahren 1995–1999 (Staffel 2–5) die Kriminalkommissarin (ab Staffel 3, Kriminaloberkommissarin) Eva Lorenz. Anfangs wurde sie von Sabrina für Vicky Sieberts Mörderin gehalten, was sich jedoch als falsch herausstellte. Sie unterstützte Sabrina eine Folge später, einen vermissten Säugling zu finden, und wechselt daraufhin zum KK 15. Eva wurde in der Episode "Narkose ins Jenseits" während einer Schießerei mit einem Verdächtigen unabsichtlich von einer Kugel aus Sabrinas Dienstwaffe, die als Querschläger abgeprallt war, in die Schulter getroffen und schwer verletzt, überlebte jedoch. In der Folge "Der Mörder mit der Maske" fungierte sie zusammen mit Sabrina und anderen Kollegen als Lockvogel für einen gesuchten Vergewaltiger. Der Plan ging jedoch schief, weil ihre Kollegen einen Handtaschendieb, der Sabrina überfallen hatte, für den gesuchten Vergewaltiger hielten. Sie geriet in die Fänge des Täters und wurde von ihm ebenfalls vergewaltigt. Dieses Erlebnis setzte ihr ziemlich zu, sie schaffte jedoch nach einiger Zeit, das Geschehene zu verarbeiten. In Episode "Evas Tod" starb sie durch einen Schuss in den Armen ihrer Kollegin Sabrina.
Eva war mit dem Polizisten Helmut Lorenz verheiratet und hatte mit ihm den gemeinsamen Sohn Daniel.

### Ellen Ludwig
Die nächste Kollegin von Sabrina Nikolaidou wurde Kriminalkommissarin Ellen Ludwig, gespielt von Petra Kleinert. Sie war in den Jahren 1999–2004 (Staffel 6–10) in der Serie zu sehen. Ellen Ludwig starb bei einem Flugzeugabsturz (in Staffel 11, taucht jedoch als Figur in der 11. Staffel nicht mehr auf).
Sie war mit Thomas Ludwig verheiratet.

### Caroline Behrens
2005 (Staffel 11–13) spielte die Schauspielerin Eva Herzig die Kriminalkommissarin Caroline „Caro“ Behrens.

### Renate Wilkerling
2005 spielte die Schauspielerin Brigitte Böttrich die Figur der Renate Wilkerling.

### Roland Winter
Jürgen Schornagel spielte den Kriminalkommissar Roland Winter. Winter war etwas rassistisch und ruppig, zeigte aber gelegentlich auch nette Seiten. Er war von Vorurteilen geprägt und hatte daher oft Ärger mit seinen Kollegen, für Sabrina war er jedoch ein echter Freund. Er war stets bekleidet mit Hemd, Hut, Krawatte und einer dunklen Jacke. In der Episode "Der Mörder in dir" beging er Selbstmord, da er von Ellen Ludwig als Mörder "Die Viper" enttarnt wurde.
Winter war nie verheiratet und hatte keine Kinder.

### Dilba
Dilba, gespielt von Jockel Tschiersch, ist Kriminalhauptmeister und ziemlich faul. Er arbeitet nur, was nötig ist und wurde nur zum Kriminalhauptmeister befördert, damit eine neue Planstelle besetzt werden konnte. Er streitet sich öfters mit seinem Kollegen Winter. Dilba hat eine Schwester.

### Jensen
Kriminalhauptkommissar Jensen wird von Gerhard Garbers gespielt und ist Leiter des KK15. Ein häufiger Ausspruch von Jensen ist: "Es wird erwartet, dass ich ein paar Worte dazu sage."

### Mike Lehmann
Mike, gespielt von Konstantin Graudus, ist ein Kollege und guter Freund von Sabrina. In Folge "Langer Samstag" outet er sich als schwul.

### Peter Ahlers
Kriminalhauptmeister Ahlers, gespielt von Hans-Jürgen Janza, fungiert im KK15 als Empfangssekretär und wird häufig für Recherchezwecke eingesetzt. Er hat eine Tochter namens Trixi.

### Manfred Vossbrink
Max Gertsch war von Staffel 1 bis Staffel 2 als Manfred Vossbrink dabei.

## DVD-Veröffentlichung
Nach der Ausstrahlung der letzten Staffel wurde eine DVD-Box von Doppelter Einsatz veröffentlicht unter dem Namen Doppelter Einsatz Best Of Vol. 1.
Diese DVD-Box enthält vier Fernsehfilme der Reihe (Die Todfreundin, Blutroter Mond, Langer Samstag und Die Wahrheit stirbt zuletzt). Weiter erschien keine Veröffentlichung der Serie. RTL gab als Begründung an, dass die DVD-Box unter den Verkaufserwartungen lag. Werbung wurde allerdings für die DVD-Box seitens RTL nie gemacht.

## Auszeichnungen und Nominierungen

### Deutscher Fernsehpreis
- 1999 Doppelter Einsatz: Todfreundin
  - Beste Regie (Serie): Dror Zahavi
  - Beste Serie: Peter Jännert, Torsten Götz, Peter Otto
- 2000 Doppelter Einsatz: Blutroter Mond
  - Beste Regie Fernsehfilm/Mehrteiler: Torsten C. Fischer
  - Bester Fernsehfilm/Mehrteiler: Peter Jännert, Torsten Götz, Peter Otto, Torsten C. Fischer (Nominierung)
  - Beste Musik: Paul Vincent Gunia (Nominierung)
- 2002 Doppelter Einsatz: Der Mörder in Dir
  - Bester Schauspieler Nebenrolle: Jürgen Schornagel
  - Bestes Buch Fernsehfilm/Mehrteiler: Norbert Eberlein (Nominierung)
- 2003 Doppelter Einsatz: Einer stirbt immer
  - Beste Schauspielerin Nebenrolle: Anne Ratte-Polle (Nominierung)
  - Bester Schauspieler Nebenrolle: Martin Glade (Nominierung)

### Bayerischer Fernsehpreis
- 1999 Doppelter Einsatz: Todfreundin
  - Beste Regie (Serie): Dror Zahavi

### Filmfest Hamburg
- 2000
  - Bester Fernsehfilm (Doppelter Einsatz: Herz der Finsternis) (Nominierung)

### Fernseh-Krimifestival Wiesbaden
- 2005
  - Doppelter Einsatz: Die Wahrheit stirbt zuletzt (Nominierung)